# 阿克斯特爾 (堪薩斯州)
阿克斯特爾（英語：Axtell）是一個位於美國堪薩斯州馬歇爾縣的城市。

## 地方資料
根據2020年美國人口普查的數據，阿克斯特爾的面積為1.37平方千米，當中陸地面積為1.36平方千米，而水域面積為0.01平方千米。當地共有人口399人，而人口密度為每平方千米291.24人。